# Sueida (província)
Sueida (em árabe: السويداء; romaniz.: As-Suwayda ou Sweida) é uma das quatorze províncias (muhafazat) da Síria. Possui uma área de 5 550 km², e sua capital e maior cidade é a cidade homônima. Geograficamente, a província compreende quase todo o Jabal el Druze, a porção oriental de Lejah, todas as colinas de Es Safa e uma parte das estepes áridas a leste de Harrat Ash Shamah.

## Demografia e população
A província de Sueida possui uma população aproximada de 375 000 habitantes (estimativa de 2011). Os habitantes da província são drusos e gregos ortodoxos. Há também uma pequena minoria muçulmana.

## Subdivisões
A província é dividido em 3 manatiques (distritos):
- Sueida
- Xaba
- Salcade

Estes também são divididos em 9 anaias (subdistritos)

## Cidades e vilarejos
A província possui 3 cidades, 124 vilarejos e 36 aldeias.

### Cidades
- Sueida
- Salkhad
- Shahba

### Vilarejos
- Shaqqa
- Al-Qrayya
- Mallah
- Qanawat
- Al-Kefr
- Ariqah
- Era
- Imtan
- Al Mushannaf
- Dama